# Nuevo Guadalupe Victoria
Nuevo Guadalupe Victoria är en ort i Mexiko.   Den ligger i kommunen Ostuacán och delstaten Chiapas, i den sydöstra delen av landet, 600 km öster om huvudstaden Mexico City. Nuevo Guadalupe Victoria ligger 107 meter över havet och antalet invånare är 393.
Terrängen runt Nuevo Guadalupe Victoria är kuperad åt sydväst, men åt nordost är den platt. Runt Nuevo Guadalupe Victoria är det ganska glesbefolkat, med 25 invånare per kvadratkilometer. Närmaste större samhälle är Nuevo Juan del Grijalva, 16,8 km öster om Nuevo Guadalupe Victoria. Trakten runt Nuevo Guadalupe Victoria består till största delen av jordbruksmark.